# Internationale Unie van Basis en Klinische Farmaceutica
De Internationale Unie van Basis en Klinische Farmaceutica, (Engels: International Union of Basic and Clinical Pharmacology (IUPHAR)) is een vereniging waarin de grote farmaceutische bedrijven zitten om globale gemeenschappelijke belangen te verdedigen en gemeenschappelijke interesses verder uit te werken, te vergelijken met IUPAC. Aan het hoofd van deze organisatie staat de Belgische hoogleraar Theophile Godfraind als voorzitter.

## Geschiedenis
De IUPHAR werd opgericht in 1959 als onderdeel van de IUPS (International Union of Physiological Sciences) en werd in 1966 een zelfstandig lid van de ICSU (International Council for Science). Het eerste wereldcongres van Farmacie werd gehouden in Stockholm, Zweden in 1961 en werd om de 3 jaar gehouden.
Na 1990 werd het congres om de 4 jaar gehouden. Deze vergaderingen stellen niet alleen de nieuwste bevindingen en ontwikkelingen op vlak van farmacie voor, maar is ook een forum om internationaal samenwerking en uitwisselen van ideeën mogelijk te maken.
In de algemene vergadering zitten afgevaardigden van alle aangesloten leden. Deze leden kunnen stemmen over het beleid en de activiteiten van de unie en ook een uitvoerend comité kiezen.

## Samenstelling
IUPHAR-leden zijn nationale organisaties van over de gehele wereld aangevuld met individuele leden uit de academische wereld, de overheid en belangrijke farmaceutische bedrijven.
De afdeling Klinische farmacologie concentreert zich op de behoefte en de instrumenten voor clinici.
De afdeling receptor nomenclatuur en medicatie classificatie (NC-IUPHAR) bekijkt en geeft de namen aan de stukken uit het menselijk genoom en uitgevonden medicatie.
Daarnaast bestaan er ook afdelingen die zich bezighouden met onderwijs, transport, gastro-enterologische medicatie, natuurlijke producten, psychiatrische medicatie en genetische medicatie.

## Activiteiten
In het algemeen biedt de organisatie voor de individuele leden samenwerkingsmogelijkheden, expertisevergroting, onderzoeksbronnen en carrièremogelijkheden.
Voor de organisaties die lid zijn betekent dat voornamelijk internationale samenwerkingsmogelijkheden, ontmoetingen en voordrachten, het kiezen van het bestuur en het voordragen van een persoon voor de Young Investigator awards (Jonge-onderzoekersprijs). Daarnaast ontvangen zij documentatie en een nieuwsbrief.
Tevens helpen ze de gemeenschap door het naamgeven en karakteriseren van receptoren en medicatie en dit in een databank in te voeren. Het heeft ook banden met de Wereldgezondheidsorganisatie (WHO) (World Health Organization) op het gebied van mede ondersteunen en zoeken naar goede en goedkope medicatie die nodig is voor WHO-activiteiten.

## Werking
Op 27 juli 1994 koos de algemene vergadering van de IUPHAR de Belgische hoogleraar Theophile Godfraind tot voorzitter van deze organisatie.
Vanaf de 10de wereldconferentie zijn basis en klinisch onderzoek samengebracht.

### Lijst van activiteiten
- 9de wereldcongres, 2006 in Quebec, Canada
- 10de wereldcongres, 17-23 juli 2010 in Kopenhagen, Denemarken[2]
- 11de wereldcongres, 13-18 juli 2014 in Kaapstad, Zuid-Afrika
- 12de wereldcongres, 2018 in Kioto, Japan